# Čajkov
Čajkov (maďarsky Csejkő) je obec na Slovensku v okrese Levice. V obci žije 930 obyvatel. První písemná zmínka o obci pochází z roku 1276.

## Poloha
Obec Čajkov leží v severní části Levického okresu nedaleko řeky Hron. Je součástí Nitranského kraje. Čajkovský katastr má rozlohu 2 394 ha. Převážnou část tvoří hřebeny a svahy Štiavnických vrchů. Obec patří do Tekovského regionu.